# Stapelware
Als Stapelware bezeichnet man Handelswaren, Welthandelsgüter, die noch gar nicht oder nur in geringem Maße verarbeitet sind, wenn sie angekauft werden. Beispiele für Stapelware sind Rohstoffe wie Holz, Leinen oder Erze die im 19. Jahrhundert aus Kolonien nach Europa transportiert und dort weiterverarbeitet wurden.
Ferner ist es im Handel die Bezeichnung für einen Warenartikel, der jeweils über längere Zeit einen überdurchschnittlichen Absatz erzielt und daher üblicherweise ständig bevorratet wird.
Ein Mitglied der Pelzbranche definierte den Begriff 1972 für seinen Wirtschaftszweig, den Fellhandel:
1. große alljährlich anfallende Mengen
2. eine passable Flächengröße
3. von der Mode und dem allgemeinen Trend begünstigt.[2]

Umgangssprachlich ist Stapelware auch ein Synonym für auf Paletten gestapelte Waren im Einzelhandel.